# Marshall Allman
Marshall Scott Allman (Austin, 5 aprile 1984) è un attore statunitense.

## Biografia
Nato ad Austin, in Texas, figlio di Idanell Brown e James Martin Allman Jr.. Ha un fratello di nome David.
È cresciuto con una propensione per il calcio e l'arte. Allman ha giocato in vari club e per la scuola. Dopo il diploma alla Austin High School, nel 2002, ha scelto di perseguire la carriera di attore a Los Angeles, oltre a studiare arte a New York City. Rinuncia alle sue occupazioni artistiche e sportive, e si trasferisce a Hollywood, per studiare recitazione.

### Religione
Allman è cristiano, in un'intervista ha detto:. "Ogni volta che qualcuno tenta di rappresentare la sua idea di Dio, è essenziale ricordare che tu sei una persona imperfetta che sta conducendo una vita sbagliata".

### Carriera
La sua carriera inizia a diciassette anni, recitando a teatro in The History of the Devil di Clive Barker. Successivamente appare in vari spot pubblicitari e come guest star in numerose serie televisive come Boston Public, Senza traccia, Malcolm, The Practice, Joan of Arcadia, Close to Home, Grey's Anatomy e molte altre.
Il suo debutto cinematografico risale al 2004 con il film Shallow Ground - Misteri sepolti, seguito dalla commedia Tutte le ex del mio ragazzo, sempre del 2004. Nel 2005 recita al fianco di Bruce Willis, Ben Foster e Jonathan Tucker nel thriller Hostage
Uno dei ruoli che lo hanno reso popolare è quello di L.J. Burrows nella serie televisiva di successo Prison Break, che ha interpretato dal 2005 al 2008.
Marshall è stato protagonista anche di un cortometraggio chiamato Starcrossed, che parlava di due fratelli innamorati che si suicidano alla fine del film perché nessuno accetta il loro amore.
Dalla terza stagione è nel cast della serie televisiva True Blood, nel ruolo del mutaforma Tommy Mickens.

### Vita privata
Dal 17 giugno 2006 è sposato con l'attrice Jamie Anne Allman, all'anagrafe Jamie Anne Brown.
La coppia ha 2 gemelli, Asher ed Oliver, nati il 31 gennaio 2013 ed una bambina, June Joanne, nata il 21 maggio 2014 .

## Filmografia

### Cinema
- Shallow ground - Misteri sepolti (Shallow ground), regia di Sheldon Wilson (2004)
- Tutte le ex del mio ragazzo (Little Black Book), regia di Nick Hurran (2004)
- Hostage, regia di Florent Emilio Siri (2005)
- Starcrossed, regia di James Burkhammer – cortometraggio (2005)
- Sweet Pea, regia di Traci Lords – cortometraggio (2005)
- Dishdogz, regia di Mikey Hilb (2005)
- A Day with the Urns, regia di Rachel Zeskind – cortometraggio (2007)
- Prey 4 Me, regia di Steven Kiefer e Daniel Spantman (2007)
- Winged Creatures - Il giorno del destino (Fragments), regia di Rowan Woods (2008)
- The Immaculate Conception of Little Dizzle, regia di David Russo (2009)
- Anytown, regia di David Rodriguez (2009)
- Love After Life, regia di Cameron Van Hoy – cortometraggio (2009)
- Jayne Mansfield's Car - L'ultimo desiderio (Jayne Mansfield's Car), regia di Billy Bob Thornton (2012)
- Blue Like Jazz, regia di Steve Taylor (2012)
- The Bounceback, regia di Bryan Poyser (2013)
- Sugar, regia di Rotimi Rainwater (2013)
- A Year and Change, regia di Stephen Suettinger (2015)
- The Wolf of Snow Hollow, regia di Jim Cummings (2020)

### Televisione
- Senza traccia (Without a Trace) – serie TV, episodio 2x02 (2003)
- A casa con i tuoi (Married to the Kellys) – serie TV, episodio 1x01 (2003)
- Codice Matrix (Threat Matrix) – serie TV, episodio 1x04 (2003)
- Boston Public – serie TV, episodio 4x04 (2003)
- Malcolm (Malcolm in the Middle) – serie TV, episodio 5x04 (2003)
- The Practice - Professione avvocati (The Practice) – serie TV, episodio 8x11 (2004)
- Phil dal futuro (Phil of the Future) – serie TV, episodio 1x07 (2005)
- Prison Break – serie TV, 27 episodi (2005-2008)
- Close to Home - Giustizia ad ogni costo (Close to Home) – serie TV, episodio 1x22 (2006)
- Cold Case - Delitti irrisolti (Cold Case) – serie TV, episodio 4x12 (2007)
- CSI: Scena del crimine (CSI: Crime Scene Investigation) – serie TV, episodio 7x18 (2007)
- Saving Grace – serie TV, episodio 1x04 (2007)
- Ghost Whisperer - Presenze (Ghost Whisperer) – serie TV, episodio 3x11 (2008)
- Grey's Anatomy – serie TV, episodio 4x16 (2008)
- The Closer – serie TV, episodio 4x03 (2008)
- Law & Order - Unità vittime speciali (Law & Order: Special Victims Unit) – serie TV, episodio 10x02 (2008)
- Eli Stone – serie TV, episodi 2x05-2x06 (2008)
- Life – serie TV, episodio 2x11 (2009)
- Mad Men – serie TV, episodio 3x10 (2009)
- C'è sempre il sole a Philadelphia (It's Always Sunny in Philadelphia) – serie TV, episodio 5x12 (2009)
- Men of a Certain Age – serie TV, episodio 1x05 (2010)
- The Defenders – serie TV, episodio 1x06 (2010)
- True Blood – serie TV, 22 episodi (2010-2011)
- CSI: Miami – serie TV, episodio 10x07 (2011)
- Justified – serie TV, episodi 3x10-3x11 (2012)
- Sons of Anarchy – serie TV, episodio 5x05 (2012)
- Longmire – serie TV, episodio 2x10 (2013)
- Filthy Preppy Teen$, regia di Alex Fernie – film TV (2013)
- Aquarius – serie TV, episodi 1x04-1x05-1x06 (2015)
- iZombie – serie TV, episodio 2x02 (2015)
- Hawaii Five-0 – serie TV, episodio 6x13 (2016)
- Bates Motel – serie TV, 4 episodi (2016)
- Rosewood – serie TV, episodio 2x08 (2016)
- Humans – serie TV, 5 episodi (2016)
- Chance – serie TV, episodio 2x10 (2017)
- NCIS - Unità anticrimine (NCIS) – serie TV, episodio 15x11 (2018)
- For the People – serie TV, episodio 2x06 (2019)

### Videogiochi
- Quantum Break (2016)

## Doppiatori italiani
Nelle versioni in italiano delle opere in cui ha recitato, Marshall Allman è stato doppiato da:
- Daniele Raffaeli in Malcolm, NCIS - Unità anticrimine
- Andrea Mete in Prison Break, Ghost Whisperer - Presenze
- Francesco Venditti in CSI - Scena del crimine, Grey's Anatomy
- Paolo Vivio in Mad Men, True Blood
- Flavio Aquilone in Eli Stone, The Closer
- Daniele Giuliani in CSI: Miami, Humans
- Alessio Puccio in Cold Case - Delitti irrisolti, Chicago Med
- Alessio De Filippis in Hostage
- Gabriele Patriarca in Saving Grace
- Lorenzo De Angelis in Law & Order - Unità vittime speciali
- Alessandro Campaiola in Sons of Anarchy
- Alessio Ward in Jayne Mansfield's Car - L'ultimo desiderio
- Fabrizio De Flaviis in iZombie
- Emanuele Ruzza in Bates Motel
- Paolo De Santis in Quantum Break